# ジェイソン・クロッツ
ジェイソン・クロッツ（Jason Klotz、1981年10月16日 - ）はアメリカ合衆国出身のプロバスケットボール選手である。ポジションはセンター。背番号21。207cm、109kg。

## 来歴
テキサス大学オースティン校を卒業後、中国やトルコリーグなどでプレー。2007年にNBADLのスーフォールズ・スカイフォースからドラフト三巡目に指名を受ける。
その後、オランダ一部リーグを経て2010年に大阪エヴェッサに入団し、シーズン準優勝に貢献。2011年2月に退団。

## 経歴
- テキサス大学オースティン校 - 江蘇ドラゴンズ - メルシン・ブルクサイシュ・ベリディース - ドッジシティー・レジェンド - スーフォールズ・スカイフォース - ウプステアーズ・ウェールト - 大阪エヴェッサ（2009年〜2011年）